# Benoît Crucifix
Benoît Crucifix, est un théoricien, essayiste, enseignant, et corédacteur en chef de bande dessinée belge.

## Biographie

### Formation
Benoît Crucifix étudie à l’Université de Liège du 1er octobre 2015 au 25 août 2020.
Il mène une thèse de doctorat consacrée aux usages contemporains du patrimoine de la bande dessinée américaine, intitulée Cartoonists’ Histories of Comics: the Graphic Novel and its Heritage, from 1980 to the Present, portant sur les histoires de la bande dessinée produites par les auteurs contemporains. Le projet s’intéresse plus précisément aux rapports entre roman graphique et patrimoine tels qu’ils sont renégociés par quelques auteurs clés de la bande dessinée alternative.
Le 25 août 2020, il soutient une thèse réalisée en cotutelle avec l’Université de Liège par la dissertation doctorale portant sur : Drawing from the Archives : Comics Memory in the Graphic Novel, post 2000 en vue de l'obtention du grade de docteur en Langues, lettres et traductologie sous la direction conjointe des professeurs Véronique Bragard et Björn-Olav Dozo (ULiège) à l'UCLouvain,.

### Carrière
Diplômé de masters en langues et littératures modernes (UCL) et en théorie littéraire (KU Leuven), Benoît Crucifix est aspirant F.R.S-FNRS à l’Université de Liège et à l’Université catholique de Louvain durant quatre ans.
Il est chercheur à la Bibliothèque royale de Belgique à Bruxelles, où il mène le projet FED-tWIN Pop Heritage depuis le 1er octobre 2020 et professeur assistant en études culturelles à la KU Leuven à Louvain depuis le 1er octobre 2022. 
De janvier 2020 à septembre 2022, il travaille sur le dessin d’enfant dans la bande dessinée au sein du projet Comics dirigé par Maaheen Ahmed à l’Université de Gand à la Faculté des arts et philosophie, département littérature comparée. Il est l’auteur de Drawing from the Archives: Comics Memory in the Contemporary Graphic Novel (Cambridge University Press, 2023) et a codirigé, avec Maaheen Ahmed, Comics Memory: Archives and Styles publié par la maison d'édition Palgrave Macmillan en 2018.
Il est membre du groupe ACME, qui publie notamment Bande dessinée et Abstraction aux éditions Presses universitaires de Liège/La Cinquième Couche en 2019.
Il écrit régulièrement pour les plateformes en ligne du9, Graphixia. On retrouve sa signature occasionnellement dans Neuvième Art 2.0, La Vie des idées. Il est également corédacteur en chef de Comicalités. Il est par ailleurs  commissaire de l'exposition Pop-up expo : Petit et partout : poche, petits formats et blow books à la KBR en 2024.

## Œuvres

### Publications

#### Écrits

##### Revues
Sélection d'articles
- Benoît Crucifix, « L’Automobile dans le comic strip : un passage à toute vitesse », Töpfferiana,‎ 6 novembre 2015 (lire en ligne, consulté le 16 juillet 2024).
- (en) Benoît Crucifix et Gert Meesters, « The Medium is the Message : Olivier Schrauwen’s ‘Arsène Schrauwen’ beyond Expectations of Autobiography, Colonial History and the Graphic Novel », European Comic Art, vol. 9, no 1,‎ 2016, p. 24-62.
- (en) Benoît Crucifix, « Witnessing Fukushima Secondhand. Collage, Archive and Travelling Memory in Jacques Ristorcelli’s Les Écrans », The Comics Grid : Journal of Comics Scholarship, vol. 6,‎ 29 février 2016 (DOI 10.16995/cg.73, lire en ligne, consulté le 16 juillet 2024).
- Benoît Crucifix et Pedro Moura, « Bertoyas dans la jungle. Bande dessinée et édition sauvage », dans Denis Saint-Amand (dir.), La Littérature sauvage, Londres, Mémoires du livre/Studies in Book Culture, automne 2016 (DOI 10.7202/1038027ar, lire en ligne).
- Benoît Crucifix et Gert Meesters, « Hybridation, intergénéricité et ironie dans Arsène Schrauwen », Neuvième Art 2.0,‎ novembre 2016 (lire en ligne, consulté le 16 juillet 2024).
- (en) Benoît Crucifix, « From loose to boxed fragments and back again. Seriality and archive in Chris Ware’s Building Stories », Journal of Graphic Novels and Comics, vol. 0, no 0,‎ 27 mars 2017, p. 1–20 (ISSN 2150-4857, DOI 10.1080/21504857.2017.1303619, lire en ligne, consulté le 16 juillet 2024)
- (en) Benoît Crucifix, « Cut-Up and Redrawn. Reading Charles Burns’s Swipe Files », Inks : the Journal of the Comics Studies Society, The Ohio State University Press, vol. 1, no 3,‎ automne 2017, p. 309-333 (ISSN 2473-5205, DOI 10.1353/ink.2017.0022, lire en ligne).
- Benoît Crucifix, « Mémoire de la bande dessinée dans Au travail de Olivier Josso Hamel – Cases remémorées, redessinées », Comicalités,‎ 29 novembre 2017 (lire en ligne, consulté le 16 juillet 2024).
- Benoît Crucifix, « Sortie des encombrants : Fabrique du patrimoine de la bande dessinée de journal aux États-Unis », Sociétés & Représentations, no 53,‎ janvier 2022, p. 167–186 (DOI 10.3917/sr.053.0167, lire en ligne , consulté le 7 décembre 2024)
- Benoît Crucifix, « Artefact présente Tante Leny : L'Underground hollandaise exportée en France », du9,‎ février 2019 (lire en ligne, consulté le 16 juillet 2024).
- Benoît Crucifix, « Le temps sur la planche », La Vie des idées,‎ 3 octobre 2022 (lire en ligne, consulté le 16 juillet 2024).
- Benoît Crucifix et Sébastien Hermans, « Slache, le rire brusseleir de la radio à la bande dessinée », Comicalités,‎ 1er novembre 2024 (DOI 10.4000/12w72, lire en ligne, consulté le 20 décembre 2024).

##### Ouvrages
- (en) Maaheen Ahmed (dir.) et Benoît Crucifix (dir.), Comics Memory : archives and styles, Londres, Palgrave Macmillan, 13 août 2018, 309 p., ill. ; 21 cm (ISBN 978-3319917450 et 3319917455).
- Aarnoud Rommens (dir.), Pablo Turnes (dir.), Benoît Crucifix (dir.), Erwin Dejasse (dir.), Björn-Olav Dozo (dir.) et al., Bande dessinée et abstraction / Abstraction and Comics[9], t. 1, Bruxelles, Liège, La Cinquième Couche, Presses universitaires de Liège, coll. « Acmé » (no 4), 10 mai 2019, 447 p., ill. ; 26 cm (ISBN 978-2-39008-039-8).
- Aarnoud Rommens (dir.), Pablo Turnes (dir.), Benoît Crucifix (dir.), Erwin Dejasse (dir.), Björn-Olav Dozo (dir.) et al., Bande dessinée et abstraction / Abstraction and Comics[9], t. 2, Bruxelles, Liège, La Cinquième Couche, Presses universitaires de Liège, coll. « Acmé », 10 mai 2019, 441 p., ill. ; 26 cm (ISBN 978-2-39008-062-6).
- (en) Benoît Crucifix, « Curating Comics Canons : Daniel Clowes and Art Spiegelman’s Private Museums », dans Kim A. Munson, Comic Art in Museums, Jackson, University Press of Mississippi, juillet 2020 (DOI 10.14325/mississippi/9781496828118.003.0039), p. 324-345.
- (en) Sébastien Conard (dir.), Benoît Crucifix, Jan Baetens, Ilan Manouach, Benjamin Monti, Olivier Deprez et al., Post-Comics : Beyond Comics, Illustration and the Graphic Novel, Alost, Gand, Het Balanseer ; KASK School of Arts, 1er janvier 2020, 128 p., ill. (ISBN 9789079202713 et 9079202711).
- (en) Benoît Crucifix, Drawing from the archives : comics memory in the contemporary graphic novel, Cambridge ; New York, Cambridge University Press, coll. « Cambridge Studies in Graphic Narratives », 23 juillet 2023, 274 p., ill. ; 24 cm (ISBN 9781009250931 et 1009250930, présentation en ligne).

##### Conférences scientifiques
- Benoît Crucifix[10], panel Whither comics studies ?, Congrès AFEA 2016 Chantiers d'Amérique, Toulouse, 24–27 mai 2016.
- Traduction et transmédiatisation de la bande dessinée de presse : le cas de Gasoline Alley[2], Centre de recherches pluridisciplinaires et multinlingues (CPRM), Université Paris-Nanterre, 19 janvier 2024.

### Émissions de radio
- "Drawing from the archives" : rencontre avec Benoît Crucifix Radio Grandpapier, 15 émissions du 25 novembre 2020 à mai 2021.

### Vidéographie
- [vidéo] « Patrimonialitté 16 mars 2022 - Benoît Crucifix », sur YouTube.